# 亨利·步日耶
亨利·步日耶（法語：Henri Breuil，1877年2月28日—1961年8月14日），全名亨利·爱都华·普罗斯珀·步日耶（法語：Henri Édouard Prosper Breuil），在西方学界也被称为阿贝·步日耶（法語：Abbé Breuil），是法国天主教神父、考古学家、人类学家、民族学家和地理学家。他的研究曾遍布全球，以人类洞窟艺术为代表，从索姆河和多尔多涅河谷的洞穴，到西班牙、葡萄牙、意大利、爱尔兰、中国、埃塞俄比亚、英属索马里海岸保护区以及南部非洲等地。在中國，步日耶曾确认周口店遗址出土石器的人工性质，并确认了用火遗迹。

## 生平
步日耶出生于法国芒什省莫尔坦 ，是地方法官 Albert Breuil和Lucie Morio De L'Isle的儿子。 
他在圣叙尔皮斯和索邦神学院接受教育，并于1900年受洗，并获准对其感兴趣的领域进行研究。他是一个有着深厚宗教信仰和学识的人。 1904年，步日耶发现大英博物馆收藏的一对1万3千年前的驯鹿雕刻实际上是一个整体作品的两部分。 1905年前往弗里堡大学担任讲师，1910年成为巴黎史前民族学教授，1925年在法兰西学院担任教授。 

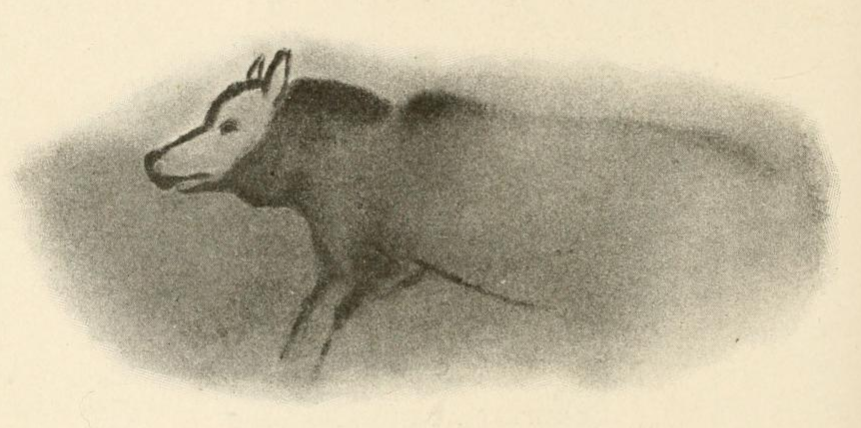
Font-de-Gaume发现的有关狼的洞穴绘画

## 洞穴壁画
步日耶是一位出色的绘图员，忠实地再现了他所探寻的洞穴壁画。 1924 年，他获得了美国国家科学院授予的Daniel Giraud Elliot 奖章。 他出版了许多书籍和专着，向公众介绍了拉斯科和阿尔塔米拉的洞穴，并于1938 年成为法兰西学院的成员。
步日耶在1931年访问了中国周口店的北京人挖掘场，并证实了该遗址存在石器。

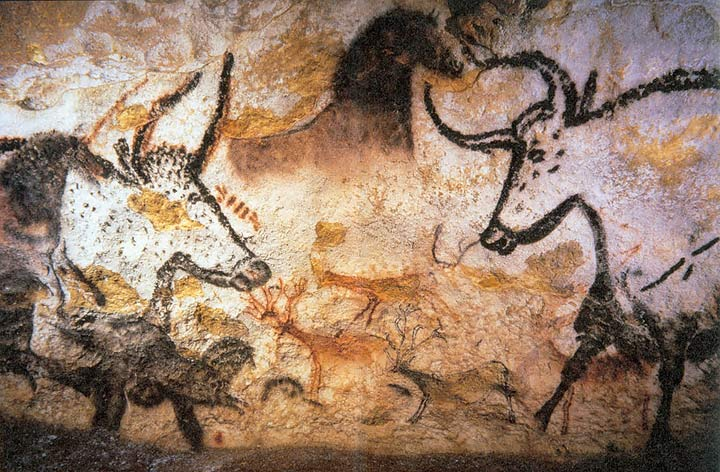
拉斯科的野牛、马和鹿

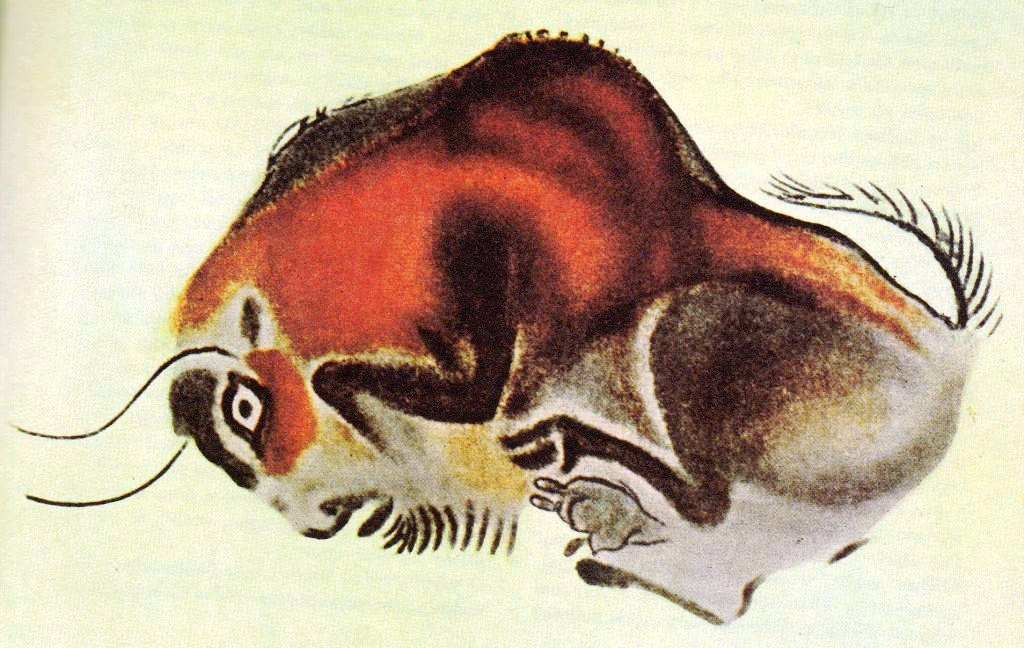
阿尔塔米拉洞穴中发现的野牛画作，洞穴最著名的画作之一

1929 年他已成为北非和欧洲石器时代艺术的公认权威，同期参加了在南非举行的史前史会议。1942年应总理扬·斯穆茨的邀请再次前往南非，并于1944年至1951年在威特沃特斯兰德大学担任教职。在南非期间，他在莱索托、东部自由州和纳塔尔德拉肯斯堡研究岩石艺术。 1947年至 1950年间，他三次前往西南非洲和罗得西亚探险。他将这段时期描述为“我研究生涯中最激动人心的几年”。他与当地考古学家科西·玛莱（ Kosie Marais ）一起游览了西南非洲和贝专纳兰。 1953 年，他宣布在布兰德伯格山的岩石悬垂下发现了一幅大约有 6000 年历史的画作。
1952 年，步日耶回到法国，在南非政府的赞助下，制作了一系列出版物。书中包含他访问过的地区的珍贵照片和艺术作品草图，但由于受到当时南非官方种族主义的影响。 步日耶的作品中也流露出了白人至上的场景。
步日耶对欧洲和非洲考古学的贡献相当可观，并获得了超过六所大学授予的荣誉博士学位。1947年到1955年间，他担任泛非考古协会主席。 

## 著作
他的英文作品包括：
- Rock Paintings of Southern Andalusia: A Description of a Neolithic and Copper Age Art Group (with M.C. Burkitt and Montagu Pollock). Oxford: Clarendon Press, 1928.
- The Cave of Altamira at Santillana del Mar, Spain (with Hugo Obermaier). Madrid, 1935.
- Four Hundred Centuries of Cave Art. Montignac, Dordogne, 1952.
- The White Lady of the Brandberg (with Mary E. Boyle and E.R. Scherz). London: Faber and Faber; New York: Frederick A. Praeger, 1955.
- The Men of the Old Stone Age. New York: St. Martin's Press, 1965.
- The Paintings of the Tsisab Ravine
- The Rock Paintings of Southern Africa (with Mary E. Boyle)